# 225. pehotni polk (Italija)
225. pehotni polk Arezzo je bil pehotni polk (Kraljeve) Italijanske kopenske vojske.

## Zgodovina
Med prvo svetovno vojno je bil polk nastanjen na soški fronti, sodeloval v drugi italijansko-abesinski vojni in med drugo svetovno vojno je deloval v Grčiji in v Albaniji.